# Gotthárd vasúti alagút

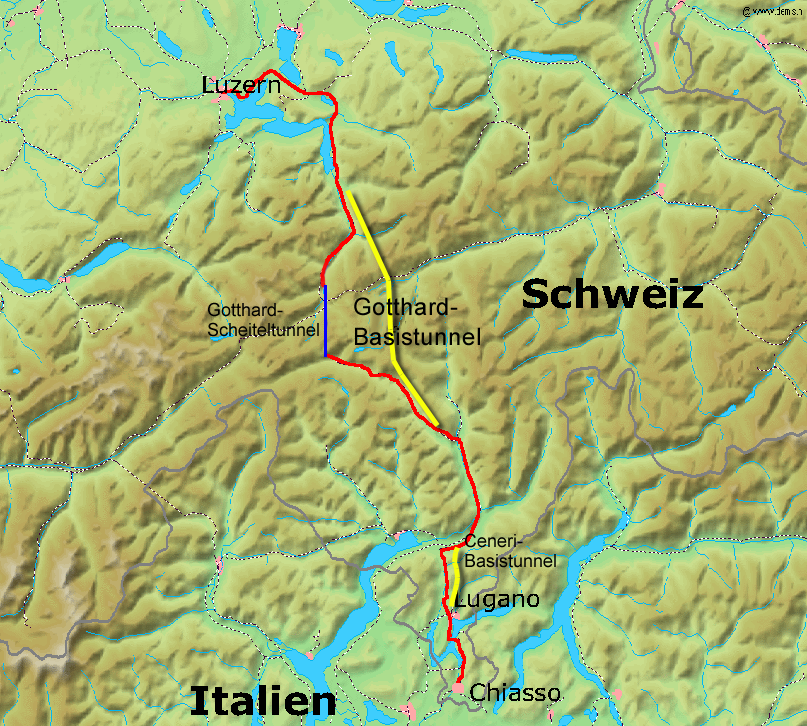
A bázisalagút és a régi alagút térképvázlata a kapcsolódó vonalakkal

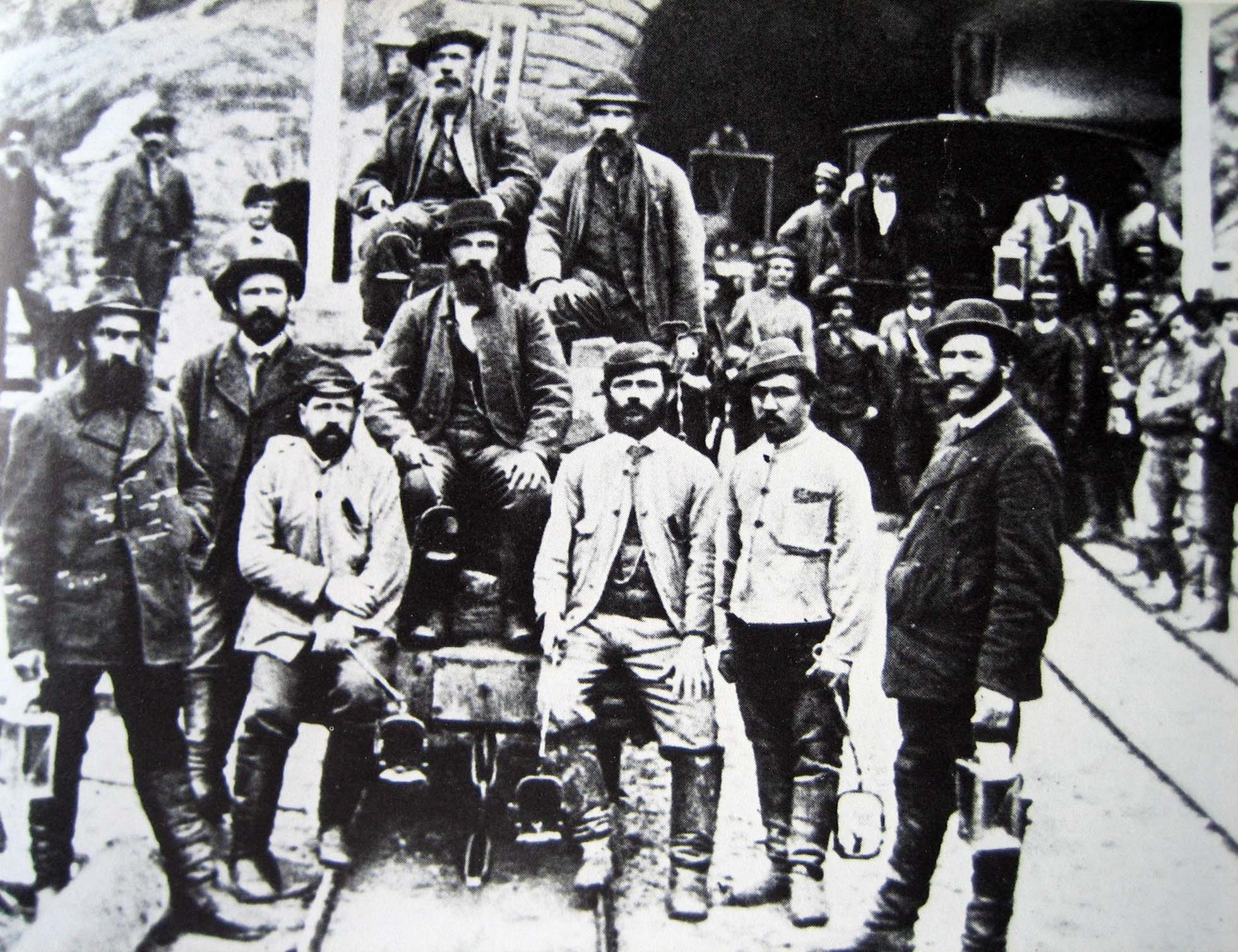
Munkások Airolo-ban 1880-ban

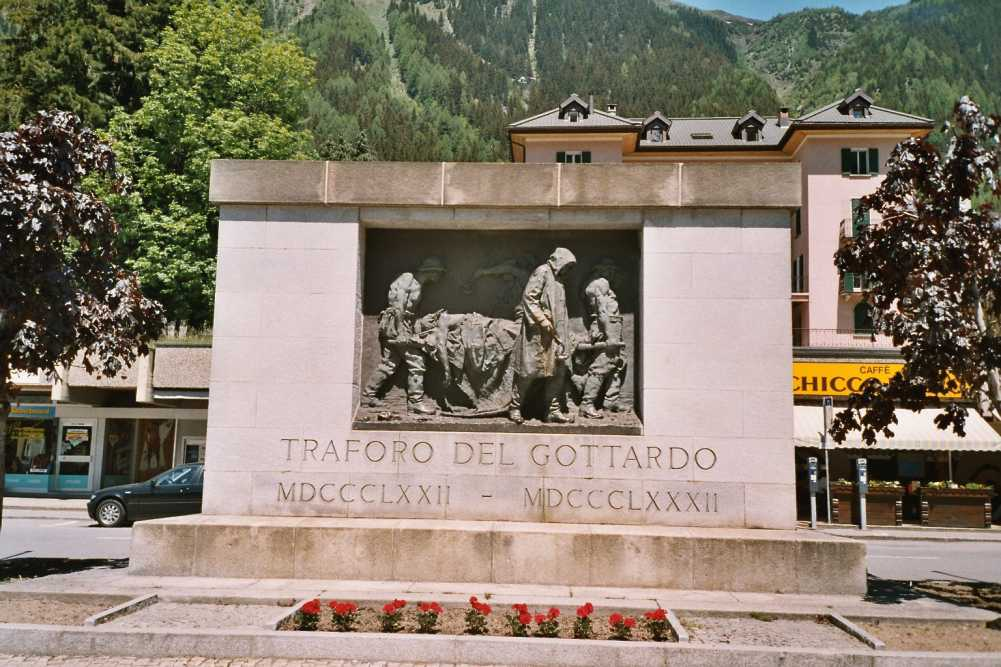
A vasúti alagút építésekor meghalt munkások emlékműve Airolo-ban

A Gotthárd vasúti alagút egy 14,98 km hosszú vasúti alagút Svájcban a 206 km hosszú Gotthárd-vasútvonalon. Építését 1872-ben kezdték meg és 9 év múlva fejezték be. 1882. január 1-jén adták át a forgalomnak. Költsége 44,4 millió eurónak megfelelő összeg volt, azaz kb. 2950 euróba került egy méter alagút megépítése. Az építkezésen 3900 fő dolgozott, közülük 177-en vesztették életüket a projekt megvalósítása során a rossz munkakörülmények miatt. Merész fordulóival és lélegzetelállító hídjaival ez a 125 éves vonal ma is az egyik legfontosabb vasúti összeköttetésnek számít Európában.

## Műszaki jellemzése
Az 1871-1896 között épülő Gotthard-vasút (amely Luzernt és Bellinzonát kötötte össze) legfontosabb része volt, az akkori technika egyik legnagyobb teljesítménye. A 46 km hosszú vasútvonalat 79 alagúton, 83 hídon és 14 viadukton vezették át. Északi kijárata Göschenennél, déli vége Airolónál van. Az alagút legmagasabb pontja 1154 m magasan fekszik. Az építkezés vezetője Louis Favre svájci mérnök volt, aki 1879-ben az építkezés közben hunyt el. Az alagutat főként olasz munkások építették, akiket könyörtelenül kizsákmányoltak. 1875-ben sztrájkba kezdtek, amit rendőrségi alakulatokkal vertek le, 4 munkást lelőttek. A Gotthárd-vasút 1909-ig magánkézben maradt, 1920-ban villamosították. Napjainkban a vasúti teherszállításban játszik fontos szerepet. Télen a lavinák miatt gyakori lezárások és a magasan fekvő alagútbejárathoz történő felvontatás költségei miatt kezdték meg 2003-ban a Gotthárd-bázisalagút építését, mely 2016-ban készült el.

## Lásd még
- Gotthárd-bázisalagút
- Gotthárd-alagút